# Soyuz TM-27
Soyuz TM-27 foi uma missão à estação orbital russa Mir, realizada entre janeiro e agosto de 1998.

## Tripulação
Lançados
| Posição                | Cosmonauta       | Duração          | Pousou na   |
| ---------------------- | ---------------- | ---------------- | ----------- |
| Comandante             | Talgat Musabayev | 207d 12h 49m 02s | Soyuz TM-27 |
| Engenheiro de voo      | Nikolai Budarin  | 207d 12h 49m 02s | Soyuz TM-27 |
| Cosmonauta-pesquisador | Léopold Eyharts  | 20d 16h 35m 48s  | Soyuz TM-26 |

Aterrissaram
| Posição                | Cosmonauta       | Duração          | Lançou na   |
| ---------------------- | ---------------- | ---------------- | ----------- |
| Comandante             | Talgat Musabayev | 207d 12h 49m 02s | Soyuz TM-27 |
| Engenheiro de voo      | Nikolai Budarin  | 207d 12h 49m 02s | Soyuz TM-27 |
| Cosmonauta-pesquisador | Yuri Baturin     | 11d 19h 39m 33s  | Soyuz TM-28 |

## Parâmetros da Missão
- Massa: 7 150 kg
- Perigeu: 382 km
- Apogeu: 390 km
- Inclinação: 51.6°
- Período: 92.1 minutos

## Feitos da missão
- Se acoplou à Mir
- Trocou parte da tripulação
- Transportou a missão francesa Pegasus
- Conduziu experimentos científicos de rotina

## EVAsprogramados
- 03.03.1998 abortados devido a escotilha defeituosa
- 01.04.1998 (6h 40m)
- 06.04.1998 (4h 23m)
- 11.04.1998 (6h 25m)
- 17.04.1998 (6h 32m)
- 22.04.1998 (6h 21m)
- Durante estas cinco 'caminhadas espaciais, os cosmonautas repararam o painel solar do Spektr e instalaram um novo sistema VDU de orientação para a estação espacial.